# Tate Schmitt
Tate Schmitt (Phoenix, 28 maggio 1997) è un calciatore statunitense, difensore del Nashville.

## Carriera
Cresciuto nel settore giovanile del Real Salt Lake AZ, dal 2015 al 2018 ha praticato calcio a livello scolastico con i Cardinals, la squadra che rappresenta l'Università di Louisville; durante il periodo universitario ha fatto anche parte della rosa dell'FC Tucson, con cui ha giocato per tre stagioni nell'USL Premier Development League, realizzando 10 reti in 30 incontri.
Il 3 gennaio 2019 viene ingaggiato come Homegrown Player Rule dal Real Salt Lake. Il 23 marzo successivo ha esordito in MLS, in occasione dell'incontro perso per 2-1 contro il Los Angeles FC. Nell'arco di due stagioni gioca poco più di 10 partite in campionato; nella prima parte della stagione 2021 non trova spazio e il 10 giugno 2021 viene ceduto in prestito al Phoenix Rising fino al termine della stagione. Nella stagione 2022 viene maggiormente impiegato dal Real Salt Lake e il 12 marzo 2022 trova la sua prima rete in campionato, nell'incontro vinto per 2-3 contro i N.E. Revolution.
Il 17 febbraio 2023 viene ceduto agli Houston Dynamo.

## Statistiche

### Presenze e reti nei club
Statistiche aggiornate al 19 marzo 2023.
| Stagione              | Squadra               | Campionato            | Campionato | Campionato | Coppe nazionali | Coppe nazionali | Coppe nazionali | Coppe continentali | Coppe continentali | Coppe continentali | Altre coppe | Altre coppe | Altre coppe | Totale | Totale |
| Stagione              | Squadra               | Comp                  | Pres       | Reti       | Comp            | Pres            | Reti            | Comp               | Pres               | Reti               | Comp        | Pres        | Reti        | Pres   | Reti   |
| --------------------- | --------------------- | --------------------- | ---------- | ---------- | --------------- | --------------- | --------------- | ------------------ | ------------------ | ------------------ | ----------- | ----------- | ----------- | ------ | ------ |
| 2016                  | FC Tucson             | PDL                   | 14         | 6          | USOC            | 0               | 0               |                    | -                  | -                  |             | -           | -           | 14     | 6      |
| 2017                  | FC Tucson             | PDL                   | 11         | 4          | USOC            | 1               | 0               |                    | -                  | -                  |             | -           | -           | 12     | 4      |
| 2018                  | FC Tucson             | PDL                   | 5          | 0          | USOC            | 0               | 0               |                    | -                  | -                  |             | -           | -           | 5      | 0      |
| Totale FC Tucson      | Totale FC Tucson      | Totale FC Tucson      | 30         | 10         |                 | 1               | 0               |                    | -                  | -                  |             | -           | -           | 31     | 10     |
| 2019                  | Real Salt Lake        | MLS                   | 6          | 0          | USOC            | 1               | 0               |                    | -                  | -                  | LC          | 1           | 0           | 8      | 0      |
| 2020                  | Real Salt Lake        | MLS                   | 4          | 0          |                 | -               | -               |                    | -                  | -                  |             | -           | -           | 4      | 0      |
| 2019                  | Real Monarchs         | USLC                  | 15+4       | 2+1        |                 | -               | -               |                    | -                  | -                  |             | -           | -           | 19     | 3      |
| giu.-nov. 2021        | Phoenix Rising        | USLC                  | 22+1       | 2+0        |                 | -               | -               |                    | -                  | -                  |             | -           | -           | 23     | 2      |
| 2022                  | Real Salt Lake        | MLS                   | 14+1       | 2+0        | USOC            | 1               | 0               |                    | -                  | -                  |             | -           | -           | 16     | 2      |
| Totale Real Salt Lake | Totale Real Salt Lake | Totale Real Salt Lake | 18+1       | 2+0        |                 | 2               | 0               |                    | -                  | -                  |             | 1           | 0           | 28     | 2      |
| 2022                  | Real Monarchs         | MNP                   | 1          | 1          |                 | -               | -               |                    | -                  | -                  |             | -           | -           | 1      | 1      |
| Totale Real Monarchs  | Totale Real Monarchs  | Totale Real Monarchs  | 16+4       | 3+1        |                 | -               | -               |                    | -                  | -                  |             | -           | -           | 20     | 4      |
| 2023                  | Houston Dynamo        | MLS                   | 3          | 1          | USOC            | 0               | 0               |                    | -                  | -                  |             | -           | -           | 3      | 1      |
| Totale carriera       | Totale carriera       | Totale carriera       | 101        | 19         |                 | 3               | 0               |                    | -                  | -                  |             | 1           | 0           | 105    | 19     |

## Palmarès

### Club

#### Competizioni nazionali
- USL Championship: 1

Real Monarchs: 2019
- Lamar Hunt U.S. Open Cup: 1

Houston Dynamo: 2023